# Регулация
Регулацията или също така като държавна регулация e административно законодателство, което определя, контролира или ограничава правата и разпределя отговорностите. Чрез държавни механизми може да бъде разширено до наблюдаване и налагането на правила, установени от основно и/или делегирано законодателство. Така че то може да бъде разграничено от първичното законодателство, приемано от парламента или изборното законодателно тяло от една страна, и съдийското право в англосаксонската съдебна и законодателна система, от друга. 
Регулацията може да има много форми: правни рестрикции, обнародвани от правителствен орган, саморегулации на индустрията като профсъюзите, социални регулации (като норми), актове, съвместни регулации или пазарни регулации. Регулацията може да се смята като действия на поведение, включващи санкции, като глоби, в степента, позволена от местното право. Това действие на административното право или приложение на регулаторното законодателство може да се разглежда като контрастиращо на статутното право или правото, създавано от съдебните случаи.
Като цяло, регулациите се съставят от изпълнителни агенции като начин за налагане на законите, приети от законодателната власт.